# Timotesa octomaculata
Genre
Espèce
Timotesa octomaculata, unique représentant du genre Timotesa, est une espèce d'opilions laniatores de la famille des Cranaidae.

## Distribution
Cette espèce est endémique de l'État de Mérida au Venezuela. Elle se rencontre vers Timotes.

## Description
La femelle holotype mesure 13 mm.

## Publication originale
- Roewer, 1943 : « Über Gonyleptiden. Weitere Weberknechte (Arachn., Opil.) XI. » Senckenbergiana, vol. 26, p. 12–68.